# ATP Tour 250
Los ATP 250 son una serie de torneos oficiales de tenis masculino que forman parte del calendario anual del ATP Tour. Los torneos de esta serie ofrecen premios entre 370 000 y 1 000 000 USD, y constituyen la tercera categoría por detrás de los ATP 500. El ganador de cada uno de estos torneos suma 250 puntos en su cuenta de la clasificación de la ATP. Esta es la categoría minima que la ATP tiene en cuenta para contabilizar los torneos en el palmarés de los jugadores. Los torneos del ATP Challenger Tour no se contabilizan dentro de los títulos oficiales de ATP.
En 2009 la Asociación de Tenistas profesionales decide realizar una serie de cambios en el calendario anual del circuito, cambiando el nombre de todas las series de torneos pertenecientes a la ATP (Tennis Masters Cup, ATP Masters Series, ATP International Series Gold y ATP International Series), generando una nueva repartición de puntos para el ranking mundial. Nace así la serie de torneos ATP World Tour 250. De esta forma, los torneos ATP International Series pasaron a denominarse ATP World Tour 250. En 2019, la ATP actualiza su imagen de marca y los torneos ATP World Tour 250 pasan a denominarse solo ATP 250.
El jugador con más títulos en esta categoría es el austriaco Thomas Muster con 26.[cita requerida]

## Distribución de puntos
Los siguientes puntos se otorgan a un jugador que logra alcanzar una determinada etapa en un torneo ATP 250 (cuadro de 32 jugadores):
| Categoría            | G   | F   | SF  | CF | R16 | R32 | C  | C2 | C1 |
| Individual masculino | 250 | 165 | 100 | 50 | 25  | 0   | 13 | 7  | 0  |
| Dobles masculino     | 250 | 150 | 90  | 45 | 20  | 0   | -  | -  | -  |

## Calendario
El siguiente calendario está realizado en base a los torneos programados para 2025.
| Mes        | 1ª Semana                  | 2ª Semana                          | 3ª Semana                 | 4ª Semana           | 5ª Semana   |
| Enero      | Brisbane Hong Kong         | Adelaida Auckland                  |                           |                     | Montpellier |
| Febrero    |                            | Buenos Aires Delray Beach Marsella |                           | Santiago            |             |
| Marzo      |                            |                                    |                           |                     |             |
| Abril      | Bucarest Houston Marrakech |                                    |                           |                     |             |
| Mayo       |                            |                                    |                           | Ginebra             |             |
| Junio      |                            | Bolduque Stuttgart                 |                           | Eastbourne Mallorca |             |
| Julio      |                            |                                    | Bastad Gstaad Los Cabos   | Kitzbühel Umag      |             |
| Agosto     |                            |                                    | Winston-Salem             |                     |             |
| Septiembre |                            |                                    |                           | Chengdú Hangzhou    |             |
| Octubre    |                            |                                    | Almatý Bruselas Estocolmo |                     |             |
| Noviembre  | Belgrado Metz              |                                    |                           |                     |             |

     Semanas sin torneos ATP 250.

## Palmarés

### 2014
| Torneo           | Fecha      | Superficie      | Premios    | Cuadro | Campeón                | Subcampeón             | Resultado              |
| ---------------- | ---------- | --------------- | ---------- | ------ | ---------------------- | ---------------------- | ---------------------- |
| Doha             | Enero      | Dura, Outdoor   | $1.096.910 | 32     | Rafael Nadal           | Gaël Monfils           | 6-1, 6-7(5), 6-2       |
| Chennai          | Enero      | Dura, Outdoor   | $399.985   | 28     | Stanislas Wawrinka     | Édouard Roger-Vasselin | 7-5, 6-2               |
| Brisbane         | Enero      | Dura, Outdoor   | $452.670   | 28     | Lleyton Hewitt         | Roger Federer          | 6-1, 4-6, 6-3          |
| Auckland         | Enero      | Dura, Outdoor   | $455.190   | 28     | John Isner             | Yen-Hsun Lu            | 7-6(4), 7-6(7)         |
| Sídney           | Enero      | Dura, Outdoor   | $452.670   | 28     | Juan Martín del Potro  | Bernard Tomic          | 6-3, 6-1               |
| Viña del Mar     | Febrero    | Tierra batida   | $426.605   | 28     | Fabio Fognini          | Leonardo Mayer         | 6-2, 6-4               |
| Montpellier      | Febrero    | Dura, indoor    | €426.605   | 28     | Gaël Monfils           | Richard Gasquet        | 6-4, 6-4               |
| Zagreb           | Febrero    | Dura, Indoor    | €426.605   | 28     | Marin Čilić            | Tommy Haas             | 6-3, 6-4               |
| Buenos Aires     | Febrero    | Tierra batida   | $488.890   | 32     | David Ferrer           | Fabio Fognini          | 6-4, 6-3               |
| Memphis          | Febrero    | Dura, Indoor    | $568.805   | 28     | Kei Nishikori          | Ivo Karlović           | 6-4, 7-6(0)            |
| Marsella         | Febrero    | Dura, Indoor    | €549.269   | 28     | Ernests Gulbis         | Jo-Wilfried Tsonga     | 7-6(5), 6-4            |
| Delray Beach     | Febrero    | Dura, Outdoor   | $474.005   | 32     | Marin Čilić            | Kevin Anderson         | 7-6(6), 6-7(7), 6-4    |
| São Paulo        | Febrero    | Arcilla, Indoor | $474.005   | 28     | Federico Delbonis      | Paolo Lorenzi          | 4-6, 6-3, 6-4          |
| Houston          | Abril      | Arcilla verde   | $474.005   | 28     | Fernando Verdasco      | Nicolás Almagro        | 6-3, 7-6(4)            |
| Casablanca       | Abril      | Tierra batida   | €426.605   | 28     | Guillermo García López | Marcel Granollers      | 5-7, 6-4, 6-3          |
| Bucarest         | Abril      | Tierra batida   | €426,605   | 28     | Grigor Dimitrov        | Lukáš Rosol            | 7-6(2), 6-1            |
| Múnich           | Abril      | Tierra batida   | €426.605   | 28     | Martin Kližan          | Fabio Fognini          | 2-6, 6-1, 6-2          |
| Oeiras           | Abril      | Tierra batida   | €426.605   | 28     | Carlos Berlocq         | Tomáš Berdych          | 0-6, 7-5, 6-1          |
| Düsseldorf       | Mayo       | Tierra batida   | €426.605   | 28     | Philipp Kohlschreiber  | Ivo Karlović           | 6-2, 7-6(4)            |
| Niza             | Mayo       | Tierra batida   | €426.605   | 28     | Ernests Gulbis         | Federico Delbonis      | 6-1, 7-6(5)            |
| Halle            | Junio      | Césped          | €711.010   | 28     | Roger Federer          | Alejandro Falla        | 7-6(2), 7-6(3)         |
| Londres          | Junio      | Césped          | €711.010   | 56     | Grigor Dimitrov        | Feliciano López        | 6-7(8), 7-6(1), 7-6(6) |
| 's-Hertogenbosch | Junio      | Césped          | €426.605   | 32     | Roberto Bautista       | Benjamin Becker        | 2-6, 7-6(2), 6-4       |
| Eastbourne       | Junio      | Césped          | €503.185   | 28     | Feliciano López        | Richard Gasquet        | 6-3, 6-7(5), 7-5       |
| Stuttgart        | Julio      | Tierra batida   | €398.250   | 32     | Roberto Bautista       | Lukáš Rosol            | 6-3, 4-6, 6-2          |
| Newport          | Julio      | Césped          | $474.005   | 32     | Lleyton Hewitt         | Ivo Karlović           | 6-3, 6-7(4), 7-6(3)    |
| Bastad           | Julio      | Tierra batida   | €426.605   | 28     | Pablo Cuevas           | João Sousa             | 6-2, 6-1               |
| Bogotá           | Julio      | Dura, Outdoor   | $663.610   | 28     | Bernard Tomic          | Ivo Karlović           | 7-6(5), 3-6, 7-6(4)    |
| Umag             | Julio      | Tierra batida   | €426.605   | 28     | Pablo Cuevas           | Tommy Robredo          | 6-3, 6-4               |
| Atlanta          | Julio      | Dura, Outdoor   | $568.805   | 28     | John Isner             | Dudi Sela              | 6-3, 6-4               |
| Gstaad           | Julio      | Tierra batida   | €426.605   | 28     | Pablo Andújar          | Juan Mónaco            | 6-3, 7-5               |
| Kitzbühel        | Julio      | Tierra batida   | €398.250   | 28     | David Goffin           | Dominic Thiem          | 4-6, 6-1, 6-3          |
| Winston-Salem    | Agosto     | Dura, Outdoor   | $598.260   | 48     | Lukáš Rosol            | Jerzy Janowicz         | 3-6, 7-6(3), 7-5       |
| Metz             | Septiembre | Dura, Indoor    | €426.605   | 28     | David Goffin           | João Sousa             | 6-4, 6-3               |
| Kuala Lumpur     | Septiembre | Dura, Indoor    | $910.520   | 28     | Kei Nishikori          | Julien Benneteau       | 7-6(4), 6-4            |
| Shenzhen         | Septiembre | Dura, Indoor    | $590.230   | 28     | Andy Murray            | Tommy Robredo          | 5-7, 7-6(9), 6-1       |
| Viena            | Octubre    | Dura, Indoor    | €575.250   | 28     | Andy Murray            | David Ferrer           | 5-7, 6-2, 7-5          |
| Estocolmo        | Octubre    | Dura, Indoor    | €521.405   | 28     | Tomáš Berdych          | Grigor Dimitrov        | 5-7, 6-4, 6-4          |
| Moscú            | Octubre    | Dura, Indoor    | $776.620   | 28     | Marin Čilić            | Roberto Bautista       | 6-4, 6-4               |

### 2015
| Torneo           | Fecha      | Superficie      | Premios    | Cuadro | Campeón                | Subcampeón             | Resultado           |
| ---------------- | ---------- | --------------- | ---------- | ------ | ---------------------- | ---------------------- | ------------------- |
| Doha             | Enero      | Dura, Outdoor   | $1.129.815 | 32     | David Ferrer           | Tomáš Berdych          | 6-4, 7-5            |
| Chennai          | Enero      | Dura, Outdoor   | $403.495   | 28     | Stanislas Wawrinka     | Aljaž Bedene           | 6-3, 6-4            |
| Brisbane         | Enero      | Dura, Outdoor   | $439.405   | 28     | Roger Federer          | Milos Raonic           | 6-4, 6-7(2), 6-4    |
| Auckland         | Enero      | Dura, Outdoor   | $464.490   | 28     | Jiří Veselý            | Adrian Mannarino       | 6-3, 6-2            |
| Sídney           | Enero      | Dura, Outdoor   | $439.405   | 28     | Viktor Troicki         | Mijaíl Kukushkin       | 6-2, 6-3            |
| Quito            | Febrero    | Tierra batida   | $494.310   | 28     | Víctor Estrella        | Feliciano López        | 6-2, 6-7(5), 7-6(5) |
| Montpellier      | Febrero    | Dura, indoor    | €439.405   | 28     | Richard Gasquet        | Jerzy Janowicz         | 3-0, ret.           |
| Zagreb           | Febrero    | Dura, Indoor    | €439.405   | 28     | Guillermo García López | Andreas Seppi          | 7-6(4), 6-3         |
| Memphis          | Febrero    | Dura, Indoor    | $585.870   | 28     | Kei Nishikori          | Kevin Anderson         | 6-4, 6-4            |
| São Paulo        | Febrero    | Arcilla, Indoor | $444.650   | 28     | Pablo Cuevas           | Luca Vanni             | 6-4, 3-6, 7-6(4)    |
| Marsella         | Febrero    | Dura, Indoor    | €565.735   | 28     | Gilles Simon           | Gaël Monfils           | 6-4, 1-6, 7-6(4)    |
| Delray Beach     | Febrero    | Dura, Outdoor   | $474.005   | 32     | Ivo Karlović           | Donald Young           | 6-3, 6-3            |
| Buenos Aires     | Febrero    | Tierra batida   | $500.550   | 28     | Rafael Nadal           | Juan Mónaco            | 6-4, 6-1            |
| Houston          | Abril      | Arcilla verde   | $488.225   | 32     | Jack Sock              | Sam Querrey            | 7-6(9), 7-6(2)      |
| Casablanca       | Abril      | Tierra batida   | €439.405   | 28     | Martin Kližan          | Daniel Gimeno-Traver   | 6-2, 6-2            |
| Bucarest         | Abril      | Tierra batida   | €439,405   | 28     | Guillermo García López | Jiří Veselý            | 7-6(5), 7-6(11)     |
| Múnich           | Abril      | Tierra batida   | €439.405   | 28     | Andy Murray            | Philipp Kohlschreiber  | 7-6(4), 5-7, 7-6(4) |
| Estoril          | Abril      | Tierra batida   | €370.000   | 32     | Richard Gasquet        | Nick Kyrgios           | 6-3, 6-2            |
| Estambul         | Abril      | Tierra batida   | €370.000   | 32     | Roger Federer          | Pablo Cuevas           | 6-3, 7-6(11)        |
| Ginebra          | Mayo       | Tierra batida   | €439.405   | 28     | Thomaz Bellucci        | João Sousa             | 7-6(4), 6-4         |
| Niza             | Mayo       | Tierra batida   | €439.405   | 28     | Dominic Thiem          | Leonardo Mayer         | 6-7(8), 7-5, 7-6(2) |
| 's-Hertogenbosch | Junio      | Césped          | €537.050   | 28     | Nicolas Mahut          | David Goffin           | 7-6(1), 6-1         |
| Stuttgart        | Junio      | Césped          | €398.250   | 32     | Rafael Nadal           | Viktor Troicki         | 7-6(3), 6-3         |
| Nottingham       | Junio      | Césped          | €589.160   | 48     | Denis Istomin          | Sam Querrey            | 7-6(1), 7-6(6)      |
| Newport          | Julio      | Césped          | $488.225   | 32     | Rajeev Ram             | Ivo Karlović           | 7-6(5), 5-7, 7-6(2) |
| Bastad           | Julio      | Tierra batida   | €439.405   | 28     | Benoît Paire           | Tommy Robredo          | 7-6(7), 6-3         |
| Bogotá           | Julio      | Dura, Outdoor   | $683.515   | 28     | Bernard Tomic          | Adrian Mannarino       | 6-1, 3-6, 6-2       |
| Umag             | Julio      | Tierra batida   | €439.405   | 28     | Dominic Thiem          | João Sousa             | 6-4, 6-1            |
| Atlanta          | Julio      | Dura, Outdoor   | $585.870   | 28     | John Isner             | Marcos Baghdatis       | 6-3, 6-3            |
| Gstaad           | Julio      | Tierra batida   | €439.405   | 28     | Dominic Thiem          | David Goffin           | 7-5, 6-2            |
| Kitzbühel        | Agosto     | Tierra batida   | €439.405   | 28     | Philipp Kohlschreiber  | Paul-Henri Mathieu     | 2-6, 6-2, 6-2       |
| Winston-Salem    | Agosto     | Dura, Outdoor   | $616.210   | 48     | Kevin Anderson         | Pierre-Hugues Herbert  | 6-4, 7-5            |
| Metz             | Septiembre | Dura, Indoor    | €439.405   | 28     | Jo-Wilfried Tsonga     | Gilles Simon           | 7-6(5), 1-6, 6-2    |
| San Petersburgo  | Septiembre | Dura, Indoor    | €439.405   | 28     | Milos Raonic           | João Sousa             | 6-3, 3-6, 6-3       |
| Kuala Lumpur     | Septiembre | Dura, Indoor    | $937.835   | 28     | David Ferrer           | Feliciano López        | 7-5, 7-5            |
| Shenzhen         | Septiembre | Dura, Indoor    | $607.490   | 28     | Tomáš Berdych          | Guillermo García López | 6-3, 7-6(7)         |
| Estocolmo        | Octubre    | Dura, Indoor    | €537.050   | 28     | Tomáš Berdych          | Jack Sock              | 7-6(1), 6-2         |
| Moscú            | Octubre    | Dura, Indoor    | $698.325   | 28     | Marin Čilić            | Roberto Bautista       | 6-4, 6-4            |
| Valencia         | Octubre    | Dura, Indoor    | $698.325   | 32     | João Sousa             | Roberto Bautista       | 3-6, 6-3, 6-4       |

### 2016
| Torneo          | Fecha      | Superficie      | Premios    | Cuadro | Campeón               | Subcampeón            | Resultado               |
| --------------- | ---------- | --------------- | ---------- | ------ | --------------------- | --------------------- | ----------------------- |
| Doha            | Enero      | Dura, Outdoor   | $1.189.605 | 32     | Novak Djokovic        | Rafael Nadal          | 6-1, 6-2                |
| Chennai         | Enero      | Dura, Outdoor   | $425.535   | 28     | Stanislas Wawrinka    | Borna Ćorić           | 6-3, 7-5                |
| Brisbane        | Enero      | Dura, Outdoor   | $404.780   | 28     | Milos Raonic          | Roger Federer         | 6-4, 6-4                |
| Auckland        | Enero      | Dura, Outdoor   | $463.520   | 28     | Roberto Bautista      | Jack Sock             | 6-4, 1-0, ret.          |
| Sídney          | Enero      | Dura, Outdoor   | $404.780   | 28     | Viktor Troicki        | Grigor Dimitrov       | 2-6, 6-1, 7-6(7)        |
| Quito           | Febrero    | Tierra batida   | $494.310   | 28     | Víctor Estrella       | Thomaz Bellucci       | 4-6, 7-6(5), 6-2        |
| Montpellier     | Febrero    | Dura, indoor    | €463.520   | 28     | Richard Gasquet       | Paul-Henri Mathieu    | 7-5, 6-4                |
| Sofía           | Febrero    | Dura, indoor    | €463.520   | 28     | Roberto Bautista      | Viktor Troicki        | 6-3, 6-4                |
| Buenos Aires    | Febrero    | Tierra batida   | $523.470   | 28     | Dominic Thiem         | Nicolás Almagro       | 7-6(2), 3-6, 7-6(4)     |
| Memphis         | Febrero    | Dura, Indoor    | $618.030   | 28     | Kei Nishikori         | Taylor Fritz          | 6-4, 6-4                |
| Marsella        | Febrero    | Dura, Indoor    | €596.790   | 28     | Nick Kyrgios          | Marin Čilić           | 6-2, 7-6(3)             |
| Delray Beach    | Febrero    | Dura, Outdoor   | $514.065   | 32     | Sam Querrey           | Rajeev Ram            | 6-4, 7-6(6)             |
| São Paulo       | Febrero    | Arcilla, Indoor | $436.220   | 28     | Pablo Cuevas          | Pablo Carreño         | 7-6(4), 6-3             |
| Houston         | Abril      | Arcilla verde   | $515.025   | 28     | Juan Mónaco           | Jack Sock             | 3-6, 6-3, 7-5           |
| Marrakech       | Abril      | Tierra batida   | €463.520   | 28     | Federico Delbonis     | Borna Ćorić           | 6-2, 6-4                |
| Bucarest        | Abril      | Tierra batida   | €463.520   | 28     | Fernando Verdasco     | Lucas Pouille         | 6-3, 6-2                |
| Múnich          | Abril      | Tierra batida   | €463.520   | 28     | Philipp Kohlschreiber | Dominic Thiem         | 7-6(7), 4-6, 7-6(4)     |
| Estoril         | Abril      | Tierra batida   | €370.000   | 28     | Nicolás Almagro       | Pablo Carreño         | 6-7(6), 7-5(5), 6-3     |
| Estambul        | Abril      | Tierra batida   | €483.080   | 28     | Diego Schwartzman     | Grigor Dimitrov       | 6-7(5), 7-6(4), 6-0     |
| Ginebra         | Mayo       | Tierra batida   | €439.405   | 28     | Stanislas Wawrinka    | Marin Čilić           | 6-4, 7-6(11)            |
| Niza            | Mayo       | Tierra batida   | €463.520   | 28     | Dominic Thiem         | Alexander Zverev      | 6-3, 3-6, 6-0           |
| Bolduque        | Junio      | Césped          | €566.525   | 28     | Nicolas Mahut         | Gilles Müller         | 6-4, 6-4                |
| Stuttgart       | Junio      | Césped          | €398.250   | 32     | Dominic Thiem         | Philipp Kohlschreiber | 6-7(2), 6-4, 6-4        |
| Nottingham      | Junio      | Césped          | €648.255   | 48     | Steve Johnson         | Pablo Cuevas          | 7-6(5), 6-4             |
| Newport         | Julio      | Césped          | $515.025   | 28     | Ivo Karlović          | Gilles Müller         | 6-7(2), 7-6(5), 7-6(12) |
| Bastad          | Julio      | Tierra batida   | €463.520   | 28     | Albert Ramos          | Fernando Verdasco     | 6-3, 6-4                |
| Gstaad          | Julio      | Tierra batida   | €463.520   | 28     | Feliciano López       | Robin Haase           | 6-4, 7-5                |
| Kitzbühel       | Julio      | Tierra batida   | €463.520   | 28     | Paolo Lorenzi         | Nikoloz Basilashvili  | 6-3, 6-4                |
| Umag            | Julio      | Tierra batida   | €463.520   | 28     | Fabio Fognini         | Andrej Martin         | 6-4, 6-1                |
| Atlanta         | Agosto     | Dura, Outdoor   | $618.030   | 28     | Nick Kyrgios          | John Isner            | 7-6(3), 7-6(4)          |
| Los Cabos       | Agosto     | Dura, Outdoor   | $638.085   | 28     | Ivo Karlović          | Feliciano López       | 7-6(5), 6-2             |
| Winston-Salem   | Agosto     | Dura, Outdoor   | $639.255   | 48     | Pablo Carreño         | Roberto Bautista      | 6-7(6), 7-6(1), 6-4     |
| Metz            | Septiembre | Dura, Indoor    | €563.520   | 28     | Lucas Pouille         | Dominic Thiem         | 7-6(5), 6-2             |
| San Petersburgo | Septiembre | Dura, Indoor    | $986.380   | 28     | Alexander Zverev      | Stanislas Wawrinka    | 6-2, 3-6, 7-5           |
| Chendgú         | Septiembre | Dura, Indoor    | $641.305   | 28     | Karén Jachánov        | Albert Ramos          | 6-7(4), 7-6(3), 6-3     |
| Shenzhen        | Septiembre | Dura, Indoor    | $641.305   | 28     | Tomáš Berdych         | Richard Gasquet       | 7-6(5), 6-7(2), 6-3     |
| Estocolmo       | Octubre    | Dura, Indoor    | €566.525   | 28     | Juan Martín del Potro | Jack Sock             | 7-5, 6-1                |
| Moscú           | Octubre    | Dura, Indoor    | $843.825   | 28     | Pablo Carreño         | Fabio Fognini         | 4-6, 6-3, 6-2           |
| Amberes         | Octubre    | Dura, Indoor    | €635.645   | 28     | Richard Gasquet       | Diego Schwartzman     | 7-6(4), 6-1             |

### 2017
| Torneo          | Fecha      | Superficie      | Premios    | Cuadro | Campeón               | Subcampeón            | Resultado           |
| --------------- | ---------- | --------------- | ---------- | ------ | --------------------- | --------------------- | ------------------- |
| Doha            | Enero      | Dura, Outdoor   | $1.334.270 | 32     | Novak Djokovic        | Andy Murray           | 6-3, 5-7, 6-4       |
| Chennai         | Enero      | Dura, Outdoor   | $505.730   | 28     | Roberto Bautista      | Daniil Medvédev       | 6-3, 6-4            |
| Brisbane        | Enero      | Dura, Outdoor   | $495.630   | 28     | Grigor Dimitrov       | Kei Nishikori         | 6-2, 2-6, 6-3       |
| Auckland        | Enero      | Dura, Outdoor   | $508.360   | 28     | Jack Sock             | João Sousa            | 6-3, 5-7, 6-3       |
| Sídney          | Enero      | Dura, Outdoor   | $495.630   | 28     | Gilles Müller         | Daniel Evans          | 7-6(5), 6-2         |
| Ecuador         | Febrero    | Tierra batida   | $540.310   | 28     | Víctor Estrella       | Paolo Lorenzi         | 6-7(2), 7-5, 7-6(6) |
| Montpellier     | Febrero    | Dura, indoor    | €540.310   | 28     | Alexander Zverev      | Richard Gasquet       | 7-6(4), 6-3         |
| Sofía           | Febrero    | Dura, indoor    | €540.310   | 28     | Grigor Dimitrov       | David Goffin          | 7-5, 6-4            |
| Buenos Aires    | Febrero    | Tierra batida   | $624.340   | 28     | Aleksandr Dolgopólov  | Kei Nishikori         | 7-6(4), 6-4         |
| Memphis         | Febrero    | Dura, Indoor    | $720.410   | 28     | Ryan Harrison         | Nikoloz Basilashvili  | 6-1, 6-4            |
| Marsella        | Febrero    | Dura, Indoor    | €691.850   | 28     | Jo-Wilfried Tsonga    | Lucas Pouille         | 6-4, 6-4            |
| Delray Beach    | Febrero    | Dura, Outdoor   | $599.345   | 32     | Jack Sock             | Milos Raonic          | ret.                |
| São Paulo       | Febrero    | Arcilla, Indoor | $520.285   | 28     | Pablo Cuevas          | Albert Ramos          | 6-7(3), 6-4, 6-4    |
| Houston         | Abril      | Arcilla verde   | $600.345   | 28     | Steve Johnson         | Thomaz Bellucci       | 6-4, 4-6, 7-6(5)    |
| Marrakech       | Abril      | Tierra batida   | €540.310   | 28     | Borna Ćorić           | Philipp Kohlschreiber | 5-7, 7-6(3), 7-5    |
| Budapest        | Abril      | Tierra batida   | €540.310   | 28     | Lucas Pouille         | Aljaž Bedene          | 6-3, 6-1            |
| Múnich          | Mayo       | Tierra batida   | €540.310   | 28     | Alexander Zverev      | Guido Pella           | 6-4, 6-3            |
| Estoril         | Mayo       | Tierra batida   | €540.310   | 28     | Pablo Carreño         | Gilles Müller         | 6-2, 7-6(5)         |
| Estambul        | Mayo       | Tierra batida   | €497.255   | 28     | Marin Čilić           | Milos Raonic          | 7-6(3), 6-3         |
| Ginebra         | Mayo       | Tierra batida   | €540.310   | 28     | Stanislas Wawrinka    | Mischa Zverev         | 4-6, 6-3, 6-3       |
| Lyon            | Mayo       | Tierra batida   | €540.310   | 28     | Jo-Wilfried Tsonga    | Tomáš Berdych         | 7-6(2), 7-5         |
| Bolduque        | Junio      | Césped          | €589.185   | 28     | Gilles Müller         | Ivo Karlović          | 7-6(5), 7-6(4)      |
| Stuttgart       | Junio      | Césped          | €630.785   | 28     | Lucas Pouille         | Feliciano López       | 4-6, 7-6(5), 6-4    |
| Eastbourne      | Junio      | Césped          | €693.910   | 28     | Novak Djokovic        | Gaël Monfils          | 6-3, 6-4            |
| Antalya         | Junio      | Césped          | $497.255   | 28     | Yuichi Sugita         | Adrian Mannarino      | 6-1, 7-6(4)         |
| Newport         | Julio      | Césped          | $600.345   | 28     | John Isner            | Matthew Ebden         | 6-3, 7-6(4)         |
| Bastad          | Julio      | Tierra batida   | €540.310   | 28     | David Ferrer          | Aleksandr Dolgopólov  | 6-4, 6-4            |
| Umag            | Julio      | Tierra batida   | €540.310   | 28     | Andrey Rublev         | Paolo Lorenzi         | 6-4, 6-2            |
| Gstaad          | Julio      | Tierra batida   | €540.310   | 28     | Fabio Fognini         | Yannick Hanfmann      | 6-4, 7-5            |
| Atlanta         | Julio      | Dura, Outdoor   | $720.410   | 28     | John Isner            | Ryan Harrison         | 7-6(6), 7-6(7)      |
| Kitzbühel       | Julio      | Tierra batida   | €482.060   | 28     | Philipp Kohlschreiber | João Sousa            | 6-3, 6-4            |
| Los Cabos       | Julio      | Dura, Outdoor   | $637.395   | 28     | Sam Querrey           | Thanasi Kokkinakis    | 6-3, 3-6, 6-2       |
| Winston-Salem   | Agosto     | Dura, Outdoor   | $664.825   | 48     | Roberto Bautista      | Damir Džumhur         | 6-4, 6-4            |
| Metz            | Septiembre | Dura, Indoor    | €540.310   | 28     | Peter Gojowczyk       | Benoît Paire          | 7-5, 6-2            |
| San Petersburgo | Septiembre | Dura, Indoor    | $1.064.715 | 28     | Damir Džumhur         | Fabio Fognini         | 3-6, 6-4, 6-2       |
| Chengdú         | Septiembre | Dura, Indoor    | $1.138.910 | 28     | Denis Istomin         | Marcos Baghdatis      | 3-2, ret.           |
| Shenzhen        | Septiembre | Dura, Indoor    | $731.680   | 28     | David Goffin          | Aleksandr Dolgopólov  | 6-4, 6-7(5), 6-3    |
| Estocolmo       | Octubre    | Dura, Indoor    | €660.375   | 28     | Juan Martín del Potro | Grigor Dimitrov       | 6-4, 6-2            |
| Moscú           | Octubre    | Dura, Indoor    | $823.600   | 28     | Damir Džumhur         | Ričardas Berankis     | 6-2, 1-6, 6-4       |
| Amberes         | Octubre    | Dura, Indoor    | €660.375   | 28     | Jo-Wilfried Tsonga    | Diego Schwartzman     | 6-3, 7-5            |

### 2018
| Torneo          | Fecha      | Superficie      | Premios    | Cuadro | Campeón            | Subcampeón            | Resultado           |
| --------------- | ---------- | --------------- | ---------- | ------ | ------------------ | --------------------- | ------------------- |
| Doha            | Enero      | Dura, Outdoor   | $1.386.665 | 32     | Gaël Monfils       | Andrey Rublev         | 6-2, 6-3            |
| Pune            | Enero      | Dura, Outdoor   | $561.345   | 28     | Gilles Simon       | Kevin Anderson        | 7-6(4), 6-2         |
| Brisbane        | Enero      | Dura, Outdoor   | $528.910   | 28     | Nick Kyrgios       | Ryan Harrison         | 6-4, 6-2            |
| Auckland        | Enero      | Dura, Outdoor   | $561.345   | 28     | Roberto Bautista   | Juan Martín del Potro | 6-1, 4-6, 7-5       |
| Sídney          | Enero      | Dura, Outdoor   | $528.910   | 28     | Daniil Medvédev    | Álex de Miñaur        | 1-6, 6-4, 7-5       |
| Quito           | Febrero    | Tierra batida   | $561.345   | 28     | Roberto Carballés  | Albert Ramos          | 6-3, 4-6, 6-4       |
| Montpellier     | Febrero    | Dura, indoor    | €561.345   | 28     | Lucas Pouille      | Richard Gasquet       | 7-6(2), 6-4         |
| Sofía           | Febrero    | Dura, indoor    | €561.345   | 28     | Mirza Bašić        | Marius Copil          | 7-6(6), 6-7(4), 6-4 |
| Buenos Aires    | Febrero    | Tierra batida   | $648.180   | 28     | Dominic Thiem      | Aljaž Bedene          | 6-2, 6-4            |
| Nueva York      | Febrero    | Dura, Indoor    | $748.450   | 28     | Kevin Anderson     | Sam Querrey           | 4-6, 6-3, 7-6(1)    |
| Marsella        | Febrero    | Dura, Indoor    | €718.810   | 28     | Karén Jachánov     | Lucas Pouille         | 7-5, 3-6, 7-5       |
| Delray Beach    | Febrero    | Dura, Outdoor   | $622.675   | 32     | Frances Tiafoe     | Peter Gojowczyk       | 6-1, 6-4            |
| São Paulo       | Febrero    | Arcilla, Indoor | $582.870   | 28     | Fabio Fognini      | Nicolás Jarry         | 1-6, 6-1, 6-4       |
| Houston         | Abril      | Arcilla verde   | $623.710   | 28     | Steve Johnson      | Tennys Sandgren       | 7-6(2), 2-6, 6-4    |
| Marrakech       | Abril      | Tierra batida   | €561.345   | 32     | Pablo Andújar      | Kyle Edmund           | 6-2, 6-2            |
| Budapest        | Abril      | Tierra batida   | €561.345   | 28     | Marco Cecchinato   | John Millman          | 7-5, 6-4            |
| Múnich          | Mayo       | Tierra batida   | €561.345   | 28     | Alexander Zverev   | Philipp Kohlschreiber | 6-3, 6-3            |
| Estoril         | Mayo       | Tierra batida   | €561.345   | 28     | João Sousa         | Frances Tiafoe        | 6-4, 6-4            |
| Estambul        | Mayo       | Tierra batida   | €486.145   | 28     | Taro Daniel        | Malek Jaziri          | 7-6(4), 6-4         |
| Ginebra         | Mayo       | Tierra batida   | €561.345   | 28     | Márton Fucsovics   | Peter Gojowczyk       | 6-2, 6-2            |
| Lyon            | Mayo       | Tierra batida   | €561.345   | 28     | Dominic Thiem      | Gilles Simon          | 3-6, 7-6(1), 6-1    |
| Bolduque        | Junio      | Césped          | €686.080   | 28     | Richard Gasquet    | Jérémy Chardy         | 6-3, 7-6(5)         |
| Stuttgart       | Junio      | Césped          | €729.340   | 28     | Roger Federer      | Milos Raonic          | 6-4, 7-6(3)         |
| Eastbourne      | Junio      | Césped          | €721.085   | 28     | Mischa Zverev      | Lukáš Lacko           | 6-4, 6-4            |
| Antalya         | Junio      | Césped          | €486.145   | 28     | Damir Džumhur      | Adrian Mannarino      | 6-1, 1-6, 6-1       |
| Newport         | Julio      | Césped          | $623.710   | 28     | Steve Johnson      | Ramkumar Ramanathan   | 7-5, 3-6, 6-2       |
| Bastad          | Julio      | Tierra batida   | €561.345   | 28     | Fabio Fognini      | Richard Gasquet       | 6-3, 3-6, 6-1       |
| Umag            | Julio      | Tierra batida   | €561.345   | 28     | Marco Cecchinato   | Guido Pella           | 6-2, 7-6(4)         |
| Gstaad          | Julio      | Tierra batida   | €561.345   | 28     | Matteo Berrettini  | Roberto Bautista      | 7-6(9), 6-4         |
| Atlanta         | Julio      | Dura, Outdoor   | $748.450   | 28     | John Isner         | Ryan Harrison         | 5-7, 6-3, 6-4       |
| Kitzbühel       | Julio      | Tierra batida   | €561.345   | 28     | Martin Kližan      | Denis Istomin         | 6-2, 6-2            |
| Los Cabos       | Julio      | Dura, Outdoor   | $808.770   | 28     | Fabio Fognini      | Juan Martín del Potro | 6-4, 6-2            |
| Winston-Salem   | Agosto     | Dura, Outdoor   | $778.070   | 48     | Daniil Medvédev    | Steve Johnson         | 6-4, 6-4            |
| Metz            | Septiembre | Dura, Indoor    | €561.345   | 28     | Gilles Simon       | Matthias Bachinger    | 7-6(2), 6-1         |
| San Petersburgo | Septiembre | Dura, Indoor    | $1.241.850 | 28     | Dominic Thiem      | Martin Kližan         | 6-3, 6-1            |
| Chengdú         | Septiembre | Dura, Indoor    | $1.183.360 | 28     | Bernard Tomic      | Fabio Fognini         | 6-1, 3-6, 7-6(7)    |
| Shenzhen        | Septiembre | Dura, Indoor    | $800.320   | 28     | Yoshihito Nishioka | Pierre-Hugues Herbert | 7-5, 2-6, 6-4       |
| Estocolmo       | Octubre    | Dura, Indoor    | €686.080   | 28     | Stefanos Tsitsipas | Ernests Gulbis        | 6-4, 6-4            |
| Moscú           | Octubre    | Dura, Indoor    | $936.435   | 28     | Karén Jachánov     | Adrian Mannarino      | 6-2, 6-2            |
| Amberes         | Octubre    | Dura, Indoor    | €686.080   | 28     | Kyle Edmund        | Gaël Monfils          | 3-6, 7-6(2), 7-6(4) |

### 2019
| Torneo          | Fecha                    | Superficie      | Premios    | Cuadro | Campeón              | Subcampeón            | Resultado              |
| --------------- | ------------------------ | --------------- | ---------- | ------ | -------------------- | --------------------- | ---------------------- |
| Doha            | 31 de diciembre de 2018  | Dura, Outdoor   | $1.416.205 | 32     | Roberto Bautista     | Tomáš Berdych         | 6-4, 3-6, 6-3          |
| Brisbane        | 31 de diciembre de 2018  | Dura, Outdoor   | $589.680   | 28     | Kei Nishikori        | Daniil Medvédev       | 6-4, 3-6, 6-2          |
| Pune            | 31 de diciembre de 2018  | Dura, Outdoor   | $589.680   | 28     | Kevin Anderson       | Ivo Karlović          | 7-6(4), 6-7(2), 7-6(5) |
| Sídney          | 6 de enero de 2019       | Dura, Outdoor   | $589.680   | 28     | Álex de Miñaur       | Andreas Seppi         | 7-5, 7-6(5)            |
| Auckland        | 7 de enero de 2019       | Dura, Outdoor   | $589.680   | 28     | Tennys Sandgren      | Cameron Norrie        | 6-4, 6-2               |
| Córdoba         | 4 de febrero de 2019     | Tierra batida   | $589.680   | 28     | Juan Ignacio Lóndero | Guido Pella           | 3-6, 7-5, 6-1          |
| Montpellier     | 4 de febrero de 2019     | Dura, indoor    | €586.140   | 28     | Jo-Wilfried Tsonga   | Pierre-Hugues Herbert | 6-4, 6-2               |
| Sofía           | 4 de febrero de 2019     | Dura, indoor    | €586.140   | 28     | Daniil Medvédev      | Márton Fucsovics      | 6-4, 6-3               |
| Buenos Aires    | 11 de febrero de 2019    | Tierra batida   | $673.135   | 28     | Marco Cecchinato     | Diego Schwartzman     | 6-1, 6-2               |
| Nueva York      | 11 de febrero de 2019    | Dura, Indoor    | $777.385   | 28     | Reilly Opelka        | Brayden Schnur        | 6-1, 6-7(7), 7-6(7)    |
| Delray Beach    | 18 de febrero de 2019    | Dura, Outdoor   | $615.215   | 32     | Radu Albot           | Daniel Evans          | 3-6, 6-3, 7-6(7)       |
| Marsella        | 18 de febrero de 2019    | Dura, Indoor    | €744.010   | 28     | Stefanos Tsitsipas   | Mijaíl Kukushkin      | 7-5, 7-6(5)            |
| São Paulo       | 25 de febrero de 2019    | Arcilla, Indoor | $618.810   | 28     | Guido Pella          | Christian Garín       | 7-5, 6-3               |
| Houston         | 8 de abril de 2019       | Arcilla verde   | $652.245   | 28     | Cristian Garín       | Casper Ruud           | 7-6(4), 4-6, 6-3       |
| Marrakech       | 8 de abril de 2019       | Tierra batida   | €586.140   | 32     | Benoît Paire         | Pablo Andújar         | 6-2, 6-3               |
| Budapest        | 22 de abril de 2019      | Tierra batida   | €586.140   | 28     | Matteo Berrettini    | Filip Krajinović      | 4-6, 6-3, 6-1          |
| Estoril         | 29 de abril de 2019      | Tierra batida   | €586.140   | 28     | Stefanos Tsitsipas   | Pablo Cuevas          | 6-3, 7-6(4)            |
| Múnich          | 29 de abril de 2019      | Tierra batida   | €586.140   | 28     | Cristian Garín       | Matteo Berrettini     | 6-1, 3-6, 7-6(1)       |
| Ginebra         | 19 de mayo de 2019       | Tierra batida   | €586.140   | 28     | Alexander Zverev     | Nicolás Jarry         | 6-3, 3-6, 7-6(8)       |
| Lyon            | 19 de mayo de 2019       | Tierra batida   | €586.140   | 28     | Benoît Paire         | Félix Auger-Aliassime | 6-4, 6-3               |
| Stuttgart       | 10 de junio de 2019      | Césped          | €754.540   | 28     | Matteo Berrettini    | Félix Auger-Aliassime | 6-4, 7-6(11)           |
| Bolduque        | 10 de junio de 2019      | Césped          | €711.275   | 28     | Adrian Mannarino     | Jordan Thompson       | 7-6(7), 6-3            |
| Antalya         | 24 de junio de 2019      | Césped          | €507.490   | 28     | Lorenzo Sonego       | Miomir Kecmanović     | 6-7(5), 7-6(5), 6-1    |
| Eastbourne      | 24 de junio de 2019      | Césped          | €745.880   | 28     | Taylor Fritz         | Sam Querrey           | 6-3, 6-4               |
| Bastad          | 15 de julio de 2019      | Tierra batida   | €586.140   | 28     | Nicolás Jarry        | Juan Ignacio Lóndero  | 7-6(7), 6-4            |
| Newport         | 15 de julio de 2019      | Césped          | $652.245   | 28     | John Isner           | Aleksandr Búblik      | 7-6(2), 6-3            |
| Umag            | 15 de julio de 2019      | Tierra batida   | €586.140   | 28     | Dušan Lajović        | Attila Balázs         | 7-5, 7-5               |
| Atlanta         | 22 de julio de 2019      | Dura, Outdoor   | $777.385   | 28     | Álex de Miñaur       | Taylor Fritz          | 6-3, 7-6(2)            |
| Gstaad          | 22 de julio de 2019      | Tierra batida   | €586.140   | 28     | Albert Ramos         | Cedrik-Marcel Stebe   | 6-3, 6-2               |
| Kitzbühel       | 29 de julio de 2019      | Tierra batida   | €586.140   | 28     | Dominic Thiem        | Albert Ramos          | 7-6(0), 6-1            |
| Los Cabos       | 29 de julio de 2019      | Dura, Outdoor   | $858.565   | 28     | Diego Schwartzman    | Taylor Fritz          | 7-6(6), 6-3            |
| Winston-Salem   | 19 de agosto de 2019     | Dura, Outdoor   | $807.210   | 48     | Hubert Hurkacz       | Benoît Paire          | 6-3, 3-6, 6-3          |
| Metz            | 16 de septiembre de 2019 | Dura, Indoor    | €586.140   | 28     | Jo-Wilfried Tsonga   | Aljaž Bedene          | 6-7(4), 7-6(4), 6-3    |
| San Petersburgo | 16 de septiembre de 2019 | Dura, Indoor    | $1.248.665 | 28     | Daniil Medvédev      | Borna Ćorić           | 6-3, 6-1               |
| Chengdú         | 23 de septiembre de 2019 | Dura, Indoor    | $1.213.295 | 28     | Pablo Carreño        | Aleksandr Búblik      | 6-7(5), 6-4, 7-6(3)    |
| Zhuhai          | 23 de septiembre de 2019 | Dura, Indoor    | $1.000.000 | 28     | Álex de Miñaur       | Adrian Mannarino      | 7-6(4), 6-4            |
| Amberes         | 14 de octubre de 2019    | Dura, Indoor    | €711.275   | 28     | Andy Murray          | Stan Wawrinka         | 3-6, 6-4, 6-4          |
| Estocolmo       | 14 de octubre de 2019    | Dura, Indoor    | €711.275   | 28     | Denis Shapovalov     | Filip Krajinović      | 6-4, 6-4               |
| Moscú           | 14 de octubre de 2019    | Dura, Indoor    | $922.520   | 28     | Andrey Rublev        | Adrian Mannarino      | 6-4, 6-0               |

### 2020
| Torneo        | Fecha                    | Superficie        | Premios    | Cuadro | Campeón                                  | Subcampeón                               | Resultado                                |
| ------------- | ------------------------ | ----------------- | ---------- | ------ | ---------------------------------------- | ---------------------------------------- | ---------------------------------------- |
| Doha          | 6 de enero de 2020       | Dura, Outdoor     | $1.465.260 | 28     | Andrey Rublev                            | Corentin Moutet                          | 6-2, 7-6(3)                              |
| Adelaida      | 13 de enero de 2020      | Dura, Outdoor     | $610.010   | 28     | Andrey Rublev                            | Lloyd Harris                             | 6-3, 6-0                                 |
| Auckland      | 13 de enero de 2020      | Dura, Outdoor     | $610.010   | 28     | Ugo Humbert                              | Benoît Paire                             | 7-6(2), 3-6, 7-6(5)                      |
| Córdoba       | 3 de febrero de 2020     | Tierra batida     | $610.010   | 28     | Cristian Garín                           | Diego Schwartzman                        | 2-6, 6-4, 6-0                            |
| Montpellier   | 3 de febrero de 2020     | Dura, indoor      | €606.350   | 28     | Gaël Monfils                             | Vasek Pospisil                           | 7-5, 6-3                                 |
| Pune          | 3 de febrero de 2020     | Dura, Outdoor     | $610.010   | 28     | Jiří Veselý                              | Egor Gerasimov                           | 7-6(2), 5-7, 6-3                         |
| Buenos Aires  | 10 de febrero de 2020    | Tierra batida     | $696.280   | 28     | Casper Ruud                              | Pedro Sousa                              | 6-1, 6-4                                 |
| Nueva York    | 10 de febrero de 2020    | Dura, Indoor      | $804.180   | 28     | Kyle Edmund                              | Andreas Seppi                            | 7-5, 6-1                                 |
| Delray Beach  | 17 de febrero de 2020    | Dura, Outdoor     | $673.655   | 32     | Reilly Opelka                            | Yoshihito Nishioka                       | 7-5, 6-7(4), 6-2                         |
| Marsella      | 17 de febrero de 2020    | Dura, Indoor      | €769.670   | 28     | Stefanos Tsitsipas                       | Félix Auger-Aliassime                    | 6-3, 6-4                                 |
| Santiago      | 24 de febrero de 2020    | Tierra batida     | $604.010   | 28     | Thiago Seyboth Wild                      | Casper Ruud                              | 7-5, 4-6, 6-3                            |
| Houston       | 6 de abril de 2020       | Tierra batida (v) | $          | 28     | No disputado por la pandemia de COVID-19 | No disputado por la pandemia de COVID-19 | No disputado por la pandemia de COVID-19 |
| Marrakech     | 6 de abril de 2020       | Tierra batida     | €          | 32     | No disputado por la pandemia de COVID-19 | No disputado por la pandemia de COVID-19 | No disputado por la pandemia de COVID-19 |
| Budapest      | 20 de abril de 2020      | Tierra batida     | €          | 28     | No disputado por la pandemia de COVID-19 | No disputado por la pandemia de COVID-19 | No disputado por la pandemia de COVID-19 |
| Estoril       | 27 de abril de 2020      | Tierra batida     | €          | 28     | No disputado por la pandemia de COVID-19 | No disputado por la pandemia de COVID-19 | No disputado por la pandemia de COVID-19 |
| Múnich        | 27 de abril de 2020      | Tierra batida     | €          | 28     | No disputado por la pandemia de COVID-19 | No disputado por la pandemia de COVID-19 | No disputado por la pandemia de COVID-19 |
| Ginebra       | 18 de mayo de 2020       | Tierra batida     | €          | 28     | No disputado por la pandemia de COVID-19 | No disputado por la pandemia de COVID-19 | No disputado por la pandemia de COVID-19 |
| Lyon          | 18 de mayo de 2020       | Tierra batida     | €          | 28     | No disputado por la pandemia de COVID-19 | No disputado por la pandemia de COVID-19 | No disputado por la pandemia de COVID-19 |
| Stuttgart     | 8 de junio de 2020       | Césped            | €          | 28     | No disputado por la pandemia de COVID-19 | No disputado por la pandemia de COVID-19 | No disputado por la pandemia de COVID-19 |
| Bolduque      | 8 de junio de 2020       | Césped            | €          | 28     | No disputado por la pandemia de COVID-19 | No disputado por la pandemia de COVID-19 | No disputado por la pandemia de COVID-19 |
| Eastbourne    | 22 de junio de 2020      | Césped            | €          | 28     | No disputado por la pandemia de COVID-19 | No disputado por la pandemia de COVID-19 | No disputado por la pandemia de COVID-19 |
| Mallorca      | 22 de junio de 2020      | Césped            | €          | 28     | No disputado por la pandemia de COVID-19 | No disputado por la pandemia de COVID-19 | No disputado por la pandemia de COVID-19 |
| Bastad        | 13 de julio de 2020      | Tierra batida     | €          | 28     | No disputado por la pandemia de COVID-19 | No disputado por la pandemia de COVID-19 | No disputado por la pandemia de COVID-19 |
| Newport       | 13 de julio de 2020      | Césped            | $          | 28     | No disputado por la pandemia de COVID-19 | No disputado por la pandemia de COVID-19 | No disputado por la pandemia de COVID-19 |
| Umag          | 20 de julio de 2020      | Tierra batida     | €          | 28     | No disputado por la pandemia de COVID-19 | No disputado por la pandemia de COVID-19 | No disputado por la pandemia de COVID-19 |
| Gstaad        | 20 de julio de 2020      | Tierra batida     | €          | 28     | No disputado por la pandemia de COVID-19 | No disputado por la pandemia de COVID-19 | No disputado por la pandemia de COVID-19 |
| Los Cabos     | 20 de julio de 2020      | Dura, Outdoor     | $          | 28     | No disputado por la pandemia de COVID-19 | No disputado por la pandemia de COVID-19 | No disputado por la pandemia de COVID-19 |
| Atlanta       | 27 de julio de 2020      | Dura, Outdoor     | $          | 28     | No disputado por la pandemia de COVID-19 | No disputado por la pandemia de COVID-19 | No disputado por la pandemia de COVID-19 |
| Winston-Salem | 23 de agosto de 2020     | Dura, Outdoor     | $          | 48     | No disputado por la pandemia de COVID-19 | No disputado por la pandemia de COVID-19 | No disputado por la pandemia de COVID-19 |
| Kitzbühel     | 7 de septiembre de 2020  | Tierra batida     | €606.350   | 28     | Miomir Kecmanović                        | Yannick Hanfmann                         | 6-4, 6-4                                 |
| Metz          | 21 de septiembre de 2020 | Dura, Indoor      | €          | 28     | No disputado por la pandemia de COVID-19 | No disputado por la pandemia de COVID-19 | No disputado por la pandemia de COVID-19 |
| Chengdú       | 28 de septiembre de 2020 | Dura, Indoor      | $          | 28     | No disputado por la pandemia de COVID-19 | No disputado por la pandemia de COVID-19 | No disputado por la pandemia de COVID-19 |
| Zhuhai        | 28 de septiembre de 2020 | Dura, Indoor      | $          | 28     | No disputado por la pandemia de COVID-19 | No disputado por la pandemia de COVID-19 | No disputado por la pandemia de COVID-19 |
| Cerdeña       | 12 de octubre de 2020    | Tierra batida     | €271.345   | 28     | Laslo Djere                              | Marco Cecchinato                         | 7-6(3), 7-5                              |
| Colonia I     | 12 de octubre de 2020    | Dura, Indoor      | €325.610   | 28     | Alexander Zverev                         | Félix Auger-Aliassime                    | 6-3, 6-3                                 |
| Estocolmo     | 19 de octubre de 2020    | Dura, Indoor      | €          | 28     | No disputado por la pandemia de COVID-19 | No disputado por la pandemia de COVID-19 | No disputado por la pandemia de COVID-19 |
| Moscú         | 19 de octubre de 2020    | Dura, Indoor      | $          | 28     | No disputado por la pandemia de COVID-19 | No disputado por la pandemia de COVID-19 | No disputado por la pandemia de COVID-19 |
| Amberes       | 19 de octubre de 2020    | Dura, Indoor      | €472.590   | 28     | Ugo Humbert                              | Álex de Miñaur                           | 6-1, 7-6(4)                              |
| Colonia II    | 19 de octubre de 2020    | Dura, Indoor      | €325.610   | 28     | Alexander Zverev                         | Diego Schwartzman                        | 6-2, 6-1                                 |
| Astaná        | 26 de octubre de 2020    | Dura, Indoor      | €337.000   | 28     | John Millman                             | Adrian Mannarino                         | 7-5, 6-1                                 |
| Sofía         | 9 de noviembre de 2020   | Dura, indoor      | €389.270   | 28     | Jannik Sinner                            | Vasek Pospisil                           | 6-4, 3-6, 7-6(3)                         |

### 2021
| Torneo          | Fecha                    | Superficie    | Premios  | Cuadro | Campeón               | Subcampeón            | Resultado        |
| --------------- | ------------------------ | ------------- | -------- | ------ | --------------------- | --------------------- | ---------------- |
| Delray Beach    | 7 de enero de 2021       | Dura, Outdoor | $418.195 | 28     | Hubert Hurkacz        | Sebastian Korda       | 6-3, 6-3         |
| Antalya         | 7 de enero de 2021       | Dura, Outdoor | €361.800 | 32     | Álex de Miñaur        | Aleksandr Búblik      | 2-0, ret.        |
| Melbourne I     | 1 de febrero de 2021     | Dura, Outdoor | $311.665 | 56     | Jannik Sinner         | Stefano Travaglia     | 7-6(4), 6-4      |
| Melbourne II    | 1 de febrero de 2021     | Dura, Outdoor | $311.665 | 56     | Daniel Evans          | Félix Auger-Aliassime | 6-2, 6-3         |
| Montpellier     | 22 de febrero de 2021    | Dura, indoor  | €323.970 | 28     | David Goffin          | Roberto Bautista      | 5-7, 6-4, 6-2    |
| Córdoba         | 22 de febrero de 2021    | Tierra batida | $393.935 | 28     | Juan Manuel Cerúndolo | Albert Ramos          | 6-0, 2-6, 6-2    |
| Singapur        | 22 de febrero de 2021    | Dura, indoor  | $361.800 | 28     | Alexei Popyrin        | Aleksandr Búblik      | 4-6, 6-0, 6-2    |
| Buenos Aires    | 1 de marzo de 2021       | Tierra batida | $411.940 | 28     | Diego Schwartzman     | Francisco Cerúndolo   | 6-1, 6-2         |
| Doha            | 8 de marzo de 2021       | Dura, Outdoor | $890.920 | 28     | Nikoloz Basilashvili  | Roberto Bautista      | 7-6(5), 6-2      |
| Marsella        | 8 de marzo de 2021       | Dura, Indoor  | €409.765 | 28     | Daniil Medvédev       | Pierre-Hugues Herbert | 6-4, 6-7(4), 6-4 |
| Santiago        | 8 de marzo de 2021       | Tierra batida | $393.935 | 28     | Cristian Garín        | Facundo Bagnis        | 6-4, 6-7(3), 7-5 |
| Cagliari        | 5 de abril de 2021       | Tierra batida | €408.800 | 28     | Lorenzo Sonego        | Laslo Djere           | 2-6, 7-6(5), 6-4 |
| Marbella        | 5 de abril de 2021       | Tierra batida | €408.800 | 28     | Pablo Carreño         | Jaume Munar           | 6-1, 2-6, 6-4    |
| Belgrado I      | 19 de abril de 2021      | Tierra batida | €711.800 | 28     | Matteo Berrettini     | Aslán Karatsev        | 6-1, 3-6, 7-6(0) |
| Estoril         | 26 de abril de 2021      | Tierra batida | €481.270 | 28     | Albert Ramos          | Cameron Norrie        | 4-6, 6-3, 7-6(3) |
| Múnich          | 26 de abril de 2021      | Tierra batida | €481.270 | 28     | Nikoloz Basilashvili  | Jan-Lennard Struff    | 6-4, 7-6(5)      |
| Ginebra         | 16 de mayo de 2021       | Tierra batida | €481.270 | 28     | Casper Ruud           | Denis Shapovalov      | 7-6(6), 6-4      |
| Lyon            | 17 de mayo de 2021       | Tierra batida | €481.270 | 28     | Stefanos Tsitsipas    | Cameron Norrie        | 6-3, 6-3         |
| Belgrado II     | 23 de mayo de 2021       | Tierra batida | €511.000 | 28     | Novak Djokovic        | Alex Molčan           | 6-4, 6-3         |
| Parma           | 23 de mayo de 2021       | Tierra batida | €541.800 | 28     | Sebastian Korda       | Marco Cecchinato      | 6-2, 6-4         |
| Stuttgart       | 8 de junio de 2021       | Césped        | €618.735 | 28     | Marin Čilić           | Félix Auger-Aliassime | 7-6(2), 6-3      |
| Eastbourne      | 21 de junio de 2021      | Césped        | €609.065 | 28     | Álex de Miñaur        | Lorenzo Sonego        | 4-6, 6-4, 7-6(5) |
| Mallorca        | 21 de junio de 2021      | Césped        | €783.655 | 28     | Daniil Medvédev       | Sam Querrey           | 6-4, 6-2         |
| Bastad          | 12 de julio de 2021      | Tierra batida | €481.270 | 28     | Casper Ruud           | Federico Coria        | 6-3, 6-3         |
| Newport         | 12 de julio de 2021      | Césped        | $535.535 | 28     | Kevin Anderson        | Jenson Brooksby       | 7-6(8), 6-4      |
| Gstaad          | 19 de julio de 2021      | Tierra batida | €481.270 | 28     | Casper Ruud           | Hugo Gaston           | 6-3, 6-2         |
| Umag            | 19 de julio de 2021      | Tierra batida | €481.270 | 28     | Carlos Alcaraz        | Richard Gasquet       | 6-2, 6-2         |
| Los Cabos       | 19 de julio de 2021      | Dura          | $694.655 | 28     | Cameron Norrie        | Brandon Nakashima     | 6-2, 6-2         |
| Atlanta         | 26 de julio de 2021      | Dura          | $638.385 | 28     | John Isner            | Brandon Nakashima     | 7-6(8), 7-5      |
| Kitzbühel       | 26 de julio de 2021      | Tierra batida | €481.270 | 28     | Casper Ruud           | Pedro Martínez        | 6-1, 4-6, 6-3    |
| Winston-Salem   | 22 de agosto de 2021     | Dura          | $807.210 | 48     | Ilya Ivashka          | Mikael Ymer           | 6-0, 6-2         |
| Astaná          | 20 de septiembre de 2021 | Dura, Indoor  | $541.800 | 28     | Soon-Woo Kwon         | James Duckworth       | 7-6(6), 6-3      |
| Metz            | 20 de septiembre de 2021 | Dura, Indoor  | €481.270 | 28     | Hubert Hurkacz        | Pablo Carreño         | 7-6(2), 6-3      |
| San Diego       | 27 de septiembre de 2021 | Dura, Outdoor | $661.800 | 28     | Casper Ruud           | Cameron Norrie        | 6-0, 6-2         |
| Sofía           | 27 de septiembre de 2021 | Dura, Indoor  | €481.270 | 28     | Jannik Sinner         | Gaël Monfils          | 6-3, 6-4         |
| Amberes         | 18 de octubre de 2021    | Dura, Indoor  | €584.125 | 28     | Jannik Sinner         | Diego Schwartzman     | 6-2, 6-2         |
| Moscú           | 18 de octubre de 2021    | Dura, Indoor  | $779.515 | 28     | Aslán Karatsev        | Marin Čilić           | 6-2, 6-4         |
| San Petersburgo | 25 de octubre de 2021    | Dura, Indoor  | $932.370 | 28     | Marin Čilić           | Taylor Fritz          | 7-6(3), 4-6, 6-4 |
| Estocolmo       | 7 de noviembre de 2021   | Dura, Indoor  | €711.275 | 28     | Tommy Paul            | Denis Shapovalov      | 6-4, 2-6, 6-4    |

### 2022
| Torneo           | Fecha                    | Superficie    | Premios    | Cuadro | Campeón               | Subcampeón              | Resultado           |
| ---------------- | ------------------------ | ------------- | ---------- | ------ | --------------------- | ----------------------- | ------------------- |
| Adelaida I       | 3 de enero de 2022       | Dura, Outdoor | $416.800   | 28     | Gaël Monfils          | Karén Jachánov          | 6-4, 6-4            |
| Melbourne        | 4 de enero de 2022       | Dura, Outdoor | $521.000   | 28     | Rafael Nadal          | Maxime Cressy           | 7-6(6), 6-3         |
| Adelaida II      | 10 de enero de 2022      | Dura, Outdoor | $493.875   | 28     | Thanasi Kokkinakis    | Arthur Rinderknech      | 6-7(6), 7-6(5), 6-3 |
| Sídney           | 10 de enero de 2022      | Dura, Outdoor | $521.000   | 28     | Aslán Karatsev        | Andy Murray             | 6-3, 6-3            |
| Córdoba          | 31 de enero de 2022      | Tierra batida | $601.505   | 28     | Albert Ramos          | Alejandro Tabilo        | 4-6, 6-3, 6-4       |
| Montpellier      | 31 de enero de 2022      | Dura, indoor  | €490.990   | 28     | Aleksandr Búblik      | Alexander Zverev        | 6-4, 6-3            |
| Pune             | 31 de enero de 2022      | Dura, Outdoor | $493.875   | 28     | João Sousa            | Emil Ruusuvuori         | 7-6(9), 4-6, 6-1    |
| Buenos Aires     | 7 de febrero de 2022     | Tierra batida | $686.700   | 28     | Casper Ruud           | Diego Schwartzman       | 5-7, 6-2, 6-3       |
| Dallas           | 7 de febrero de 2022     | Dura, indoor  | $792.980   | 28     | Reilly Opelka         | Jenson Brooksby         | 7-6(5), 7-6(3)      |
| Doha             | 14 de febrero de 2022    | Dura, Outdoor | $1.176.595 | 28     | Roberto Bautista      | Nikoloz Basilashvili    | 6-3, 6-4            |
| Marsella         | 14 de febrero de 2022    | Dura, indoor  | €622.610   | 28     | Andrey Rublev         | Félix Auger-Aliassime   | 7-5, 7-6(4)         |
| Delray Beach     | 14 de febrero de 2022    | Dura, Outdoor | $664.275   | 28     | Cameron Norrie        | Reilly Opelka           | 7-6(1), 7-6(4)      |
| Santiago         | 21 de febrero de 2022    | Tierra batida | $546.340   | 28     | Pedro Martínez        | Sebastián Báez          | 4-6, 6-4, 6-4       |
| Houston          | 4 de abril de 2022       | Tierra batida | $665.330   | 28     | Reilly Opelka         | John Isner              | 6-3, 7-6(7)         |
| Marrakech        | 4 de abril de 2022       | Tierra batida | €597.900   | 32     | David Goffin          | Alex Molčan             | 3-6, 6-3, 6-3       |
| Belgrado         | 18 de abril de 2022      | Tierra batida | €597.900   | 28     | Andrey Rublev         | Novak Djokovic          | 6-2, 6-7(4), 6-0    |
| Estoril          | 25 de abril de 2022      | Tierra batida | €597.900   | 28     | Sebastián Báez        | Frances Tiafoe          | 6-3, 6-2            |
| Múnich           | 25 de abril de 2022      | Tierra batida | €597.900   | 28     | Holger Rune           | Botic van de Zandschulp | 3-4, ret.           |
| Ginebra          | 15 de mayo de 2022       | Tierra batida | €597.900   | 28     | Casper Ruud           | João Sousa              | 7-6(3), 4-6, 7-6(1) |
| Lyon             | 15 de mayo de 2022       | Tierra batida | €597.900   | 28     | Cameron Norrie        | Alex Molčan             | 6-3, 6-7(3), 6-1    |
| 's Hertogenbosch | 6 de junio de 2022       | Césped        | €725.540   | 28     | Tim van Rijthoven     | Daniil Medvédev         | 6-4, 6-1            |
| Stuttgart        | 6 de junio de 2022       | Césped        | €769.645   | 28     | Matteo Berrettini     | Andy Murray             | 6-4, 5-7, 6-3       |
| Eastbourne       | 20 de junio de 2022      | Césped        | €760.750   | 28     | Taylor Fritz          | Maxime Cressy           | 6-4, 6-7(4), 7-6(4) |
| Mallorca         | 20 de junio de 2022      | Césped        | €951.745   | 28     | Stefanos Tsitsipas    | Roberto Bautista        | 6-4, 3-6, 7-6(2)    |
| Newport          | 11 de julio de 2022      | Césped        | $665.330   | 28     | Maxime Cressy         | Aleksandr Búblik        | 2-6, 6-3, 7-6(3)    |
| Bastad           | 11 de julio de 2022      | Tierra batida | €597.900   | 28     | Francisco Cerúndolo   | Sebastián Báez          | 7-6(4), 6-2         |
| Gstaad           | 18 de julio de 2022      | Tierra batida | €597.900   | 28     | Casper Ruud           | Matteo Berrettini       | 4-6, 7-6(4), 6-2    |
| Atlanta          | 25 de julio de 2022      | Dura, Outdoor | $792.980   | 28     | Álex de Miñaur        | Jenson Brooksby         | 6-3, 6-3            |
| Kitzbühel        | 25 de julio de 2022      | Tierra batida | €597.900   | 28     | Roberto Bautista      | Filip Misolic           | 6-2, 6-2            |
| Umag             | 25 de julio de 2022      | Tierra batida | €597.900   | 28     | Jannik Sinner         | Carlos Alcaraz          | 6-7(5), 6-1, 6-1    |
| Los Cabos        | 1 de agosto de 2022      | Dura, Outdoor | $920.625   | 28     | Daniil Medvédev       | Cameron Norrie          | 7-5, 6-0            |
| Winston-Salem    | 21 de agosto de 2022     | Dura, Outdoor | $823.420   | 48     | Adrian Mannarino      | Laslo Djere             | 7-6(1), 6-4         |
| Metz             | 19 de septiembre de 2022 | Dura, indoor  | €597.900   | 28     | Lorenzo Sonego        | Aleksandr Búblik        | 7-6(3), 6-2         |
| San Diego        | 19 de septiembre de 2022 | Dura, Outdoor | $612.000   | 28     | Brandon Nakashima     | Marcos Giron            | 6-4, 6-4            |
| Seúl             | 26 de septiembre de 2022 | Dura, indoor  | $1.237.570 | 28     | Yoshihito Nishioka    | Denis Shapovalov        | 6-4, 7-6(5)         |
| Sofía            | 26 de septiembre de 2022 | Dura, indoor  | €597.900   | 28     | Marc-Andrea Huesler   | Holger Rune             | 6-4, 7-6(8)         |
| Tel Aviv         | 26 de septiembre de 2022 | Dura, indoor  | $1.019.855 | 28     | Novak Djokovic        | Marin Čilić             | 6-3, 6-4            |
| Florencia        | 10 de octubre de 2022    | Dura, indoor  | €612.000   | 28     | Félix Auger-Aliassime | Jeffrey John Wolf       | 6-4, 6-4            |
| Gijón            | 10 de octubre de 2022    | Dura, indoor  | €675.345   | 28     | Andrey Rublev         | Sebastian Korda         | 6-2, 6-3            |
| Amberes          | 17 de octubre de 2022    | Dura, indoor  | €725.540   | 28     | Félix Auger-Aliassime | Sebastian Korda         | 6-3, 6-4            |
| Estocolmo        | 17 de octubre de 2022    | Dura, indoor  | €725.540   | 28     | Holger Rune           | Stefanos Tsitsipas      | 6-4, 6-4            |
| Nápoles          | 18 de octubre de 2022    | Dura, Outdoor | €612.000   | 28     | Lorenzo Musetti       | Matteo Berrettini       | 7-6(5), 6-2         |

### 2023
| Torneo           | Fecha                    | Superficie    | Premios    | Cuadro | Campeón             | Subcampeón              | Resultado               |
| ---------------- | ------------------------ | ------------- | ---------- | ------ | ------------------- | ----------------------- | ----------------------- |
| Adelaida I       | 1 de enero de 2023       | Dura, Outdoor | $642.735   | 32     | Novak Djokovic      | Sebastian Korda         | 6-7(8), 7-6(3), 6-4     |
| Pune             | 2 de enero de 2023       | Dura, Outdoor | $713.495   | 28     | Tallon Griekspoor   | Benjamin Bonzi          | 4-6, 7-5, 6-3           |
| Adelaida II      | 9 de enero de 2023       | Dura, Outdoor | $642.735   | 28     | Soon-Woo Kwon       | Roberto Bautista        | 6-4, 3-6, 7-6(4)        |
| Auckland         | 9 de enero de 2023       | Dura, Outdoor | $713.495   | 28     | Richard Gasquet     | Cameron Norrie          | 4-6, 6-4, 6-4           |
| Córdoba          | 6 de febrero de 2023     | Tierra batida | $713.495   | 28     | Sebastián Báez      | Federico Coria          | 6-1, 3-6, 6-3           |
| Montpellier      | 6 de febrero de 2023     | Dura, indoor  | €630.705   | 28     | Jannik Sinner       | Maxime Cressy           | 7-6(3), 6-3             |
| Dallas           | 6 de febrero de 2023     | Dura, indoor  | $822.175   | 28     | Yibing Wu           | John Isner              | 6-7(4), 7-6(3), 7-6(12) |
| Buenos Aires     | 13 de febrero de 2023    | Tierra batida | $711.600   | 28     | Carlos Alcaraz      | Cameron Norrie          | 6-3, 7-5                |
| Delray Beach     | 13 de febrero de 2023    | Dura, Outdoor | $718.245   | 28     | Taylor Fritz        | Miomir Kecmanović       | 6-0, 5-7, 6-2           |
| Doha             | 20 de febrero de 2023    | Dura, Outdoor | $1.485.775 | 28     | Daniil Medvédev     | Andy Murray             | 6-4, 6-4                |
| Marsella         | 20 de febrero de 2023    | Dura, indoor  | €784.830   | 28     | Hubert Hurkacz      | Benjamin Bonzi          | 6-3, 7-6(4)             |
| Santiago         | 27 de febrero de 2023    | Tierra batida | $718.245   | 28     | Nicolás Jarry       | Tomás Etcheverry        | 6-7(5), 7-6(5), 6-2     |
| Houston          | 3 de abril de 2023       | Tierra batida | $718.245   | 28     | Frances Tiafoe      | Tomás Etcheverry        | 7-6(1), 7-6(6)          |
| Marrakech        | 3 de abril de 2023       | Tierra batida | €630.705   | 28     | Roberto Carballés   | Alexandre Müller        | 4-6, 7-6(3), 6-2        |
| Estoril          | 3 de abril de 2023       | Tierra batida | €630.705   | 28     | Casper Ruud         | Miomir Kecmanović       | 6-2, 7-6(3)             |
| Bania Luka       | 17 de abril de 2023      | Tierra batida | €630.705   | 28     | Dušan Lajović       | Andrey Rublev           | 6-3, 4-6, 6-4           |
| Múnich           | 17 de abril de 2023      | Tierra batida | €630.705   | 28     | Holger Rune         | Botic van de Zandschulp | 6-3, 1-6, 7-6(3)        |
| Ginebra          | 21 de mayo de 2023       | Tierra batida | €630.705   | 28     | Nicolás Jarry       | Grigor Dimitrov         | 7-6(1), 6-1             |
| Lyon             | 21 de mayo de 2023       | Tierra batida | €630.705   | 28     | Arthur Fils         | Francisco Cerúndolo     | 6-3, 7-5                |
| 's Hertogenbosch | 12 de junio de 2023      | Césped        | €750.950   | 28     | Tallon Griekspoor   | Jordan Thompson         | 6-7(4), 7-6(3), 6-3     |
| Stuttgart        | 12 de junio de 2023      | Césped        | €795.730   | 28     | Frances Tiafoe      | Jan-Lennard Struff      | 4-6, 7-6(1), 7-6(8)     |
| Mallorca         | 25 de junio de 2023      | Césped        | €984.805   | 28     | Christopher Eubanks | Adrian Mannarino        | 6-1, 6-4                |
| Eastbourne       | 26 de junio de 2023      | Césped        | €791.545   | 28     | Francisco Cerúndolo | Tommy Paul              | 6-4, 1-6, 6-4           |
| Newport          | 17 de julio de 2023      | Césped        | $718.245   | 28     | Adrian Mannarino    | Alex Michelsen          | 6-2, 6-4                |
| Bastad           | 17 de julio de 2023      | Tierra batida | €630.705   | 28     | Andrey Rublev       | Casper Ruud             | 7-6(3), 6-0             |
| Gstaad           | 17 de julio de 2023      | Tierra batida | €630.705   | 28     | Pedro Cachín        | Albert Ramos            | 3-6, 6-0, 7-5           |
| Atlanta          | 24 de julio de 2023      | Dura, Outdoor | $822.715   | 28     | Taylor Fritz        | Aleksandar Vukic        | 7-5, 6-7(5), 6-4        |
| Umag             | 24 de julio de 2023      | Tierra batida | €630.705   | 28     | Alexei Popyrin      | Stan Wawrinka           | 6-7(5), 6-3, 6-4        |
| Kitzbühel        | 29 de julio de 2023      | Tierra batida | €630.705   | 28     | Sebastián Báez      | Dominic Thiem           | 6-3, 6-1                |
| Los Cabos        | 29 de julio de 2023      | Dura, Outdoor | $946.975   | 28     | Stefanos Tsitsipas  | Álex de Miñaur          | 6-3, 6-4                |
| Winston-Salem    | 20 de agosto de 2023     | Dura, Outdoor | $850.680   | 48     | Sebastián Báez      | Jiří Lehečka            | 6-4, 6-3                |
| Chengdú          | 20 de septiembre de 2023 | Dura, Outdoor | $1.261.555 | 28     | Alexander Zverev    | Román Safiulin          | 6-7(2), 7-6(5), 6-3     |
| Zhuhai           | 20 de septiembre de 2023 | Dura, indoor  | $1.057.295 | 28     | Karén Jachánov      | Yoshihito Nishioka      | 7-6(2), 6-1             |
| Astaná           | 27 de septiembre de 2023 | Dura, indoor  | $1.093.360 | 28     | Adrian Mannarino    | Sebastian Korda         | 4-6, 6-3, 6-2           |
| Amberes          | 16 de octubre de 2023    | Dura, indoor  | €750.950   | 28     | Aleksandr Búblik    | Arthur Fils             | 6-4, 6-4                |
| Estocolmo        | 16 de octubre de 2023    | Dura, indoor  | €750.950   | 28     | Gaël Monfils        | Pavel Kotov             | 4-6, 7-6(6), 6-3        |
| Metz             | 5 de noviembre de 2023   | Dura, indoor  | €630.705   | 28     | Ugo Humbert         | Alexander Shevchenko    | 6-3, 6-3                |
| Sofía            | 6 de noviembre de 2023   | Dura, indoor  | €630.705   | 28     | Adrian Mannarino    | Jack Draper             | 7-6(6), 2-6, 6-3        |

### 2024
| Torneo           | Fecha                    | Superficie    | Premios    | Cuadro | Campeón                    | Subcampeón        | Resultado        |
| ---------------- | ------------------------ | ------------- | ---------- | ------ | -------------------------- | ----------------- | ---------------- |
| Brisbane         | 31 de diciembre de 2023  | Dura, Outdoor | $739.945   | 32     | Grigor Dimitrov            | Holger Rune       | 7-6(5), 6-4      |
| Hong Kong        | 1 de enero de 2024       | Dura, Outdoor | $739.945   | 28     | Andrey Rublev              | Emil Ruusuvuori   | 6-4, 6-4         |
| Adelaida         | 8 de enero de 2024       | Dura, Outdoor | $739.945   | 28     | Jiří Lehečka               | Jack Draper       | 4-6, 6-4, 6-3    |
| Auckland         | 8 de enero de 2024       | Dura, Outdoor | $739.945   | 28     | Alejandro Tabilo           | Taro Daniel       | 6-2, 7-5         |
| Montpellier      | 29 de enero de 2024      | Dura, indoor  | €651.865   | 28     | Aleksandr Búblik           | Borna Ćorić       | 5-7, 6-2, 6-3    |
| Córdoba          | 5 de febrero de 2024     | Tierra batida | $640.705   | 28     | Luciano Darderi            | Facundo Bagnis    | 6-1, 6-4         |
| Dallas           | 5 de febrero de 2024     | Dura, indoor  | $841.590   | 28     | Tommy Paul                 | Marcos Giron      | 7-6(3), 5-7, 6-3 |
| Marsella         | 5 de febrero de 2024     | Dura, indoor  | €801.335   | 28     | Ugo Humbert                | Grigor Dimitrov   | 6-4, 6-3         |
| Buenos Aires     | 12 de febrero de 2024    | Tierra batida | $728.185   | 28     | Facundo Díaz Acosta        | Nicolás Jarry     | 6-3, 6-4         |
| Delray Beach     | 12 de febrero de 2024    | Dura, Outdoor | $742.350   | 28     | Taylor Fritz               | Tommy Paul        | 6-2, 6-3         |
| Doha             | 19 de febrero de 2024    | Dura, Outdoor | $1.493.465 | 28     | Karen Khachanov            | Jakub Mensik      | 7-6(12), 6-4     |
| Los Cabos        | 19 de febrero de 2024    | Dura, Outdoor | $1.005.620 | 28     | Jordan Thompson            | Casper Ruud       | 6-4, 7-6(4)      |
| Santiago         | 26 de febrero de 2024    | Tierra batida | $742.350   | 28     | Sebastián Báez             | Alejandro Tabilo  | 3-6, 6-0, 6-4    |
| Houston          | 1 de abril de 2024       | Tierra batida | $742.350   | 28     | Ben Shelton                | Frances Tiafoe    | 7-5, 4-6, 6-3    |
| Marrakech        | 1 de abril de 2024       | Tierra batida | €651.865   | 28     | Matteo Berrettini          | Roberto Carballés | 7-5, 6-2         |
| Estoril          | 1 de abril de 2024       | Tierra batida | €651.865   | 28     | Hubert Hurkacz             | Pedro Martínez    | 6-3, 6-4         |
| Bucarest         | 15 de abril de 2024      | Tierra batida | €651.865   | 28     | Márton Fucsovics           | Mariano Navone    | 6-4, 7-5         |
| Múnich           | 15 de abril de 2024      | Tierra batida | €651.865   | 28     | Jan-Lennard Struff         | Taylor Fritz      | 7-5, 6-3         |
| Ginebra          | 19 de mayo de 2024       | Tierra batida | €651.865   | 28     | Casper Ruud                | Tomáš Macháč      | 7-5, 6-3         |
| Lyon             | 19 de mayo de 2024       | Tierra batida | €651.865   | 28     | Giovanni Mpetshi Perricard | Tomás Etcheverry  | 6-4, 1-6, 7-6(7) |
| 's Hertogenbosch | 10 de junio de 2024      | Césped        | €767.455   | 28     | Álex de Miñaur             | Sebastian Korda   | 6-2, 6-4         |
| Stuttgart        | 10 de junio de 2024      | Césped        | €812.235   | 28     | Jack Draper                | Matteo Berrettini | 3-6, 7-6(5), 6-4 |
| Mallorca         | 23 de junio de 2024      | Césped        | €1.005.340 | 28     | Alejandro Tabilo           | Sebastian Ofner   | 6-3, 6-4         |
| Eastbourne       | 24 de junio de 2024      | Césped        | €812.235   | 28     | Taylor Fritz               | Max Purcell       | 6-4, 6-3         |
| Newport          | 15 de julio de 2024      | Césped        | $742.350   | 28     | Marcos Giron               | Alex Michelsen    | 6-7(4), 6-3, 7-5 |
| Bastad           | 15 de julio de 2024      | Tierra batida | €651.865   | 28     | Nuno Borges                | Rafael Nadal      | 6-3, 6-2         |
| Gstaad           | 15 de julio de 2024      | Tierra batida | €651.865   | 28     | Matteo Berrettini          | Quentin Halys     | 6-3, 6-1         |
| Umag             | 21 de julio de 2024      | Tierra batida | €651.865   | 28     | Francisco Cerúndolo        | Lorenzo Musetti   | 2-6, 6-4, 7-6(5) |
| Atlanta          | 22 de julio de 2024      | Dura, Outdoor | $841.590   | 28     | Yoshihito Nishioka         | Jordan Thompson   | 4-6, 7-6(2), 6-2 |
| Kitzbühel        | 22 de julio de 2024      | Tierra batida | €651.865   | 28     | Matteo Berrettini          | Hugo Gaston       | 7-5, 6-3         |
| Winston-Salem    | 18 de agosto de 2024     | Dura, Outdoor | $867.750   | 48     | Lorenzo Sonego             | Alex Michelsen    | 6-0, 6-3         |
| Chengdú          | 18 de septiembre de 2024 | Dura, Outdoor | $1.269.245 | 28     | Juncheng Shang             | Lorenzo Musetti   | 7-6(4), 6-1      |
| Hangzhou         | 18 de septiembre de 2024 | Dura, indoor  | $1.081.395 | 28     | Marin Čilić                | Zhizhen Zhang     | 7-6(5), 7-6(5)   |
| Almatý           | 14 de octubre de 2024    | Dura, indoor  | $1.117.465 | 28     | Karen Khachanov            | Gabriel Diallo    | 6-2, 5-7, 6-3    |
| Amberes          | 14 de octubre de 2024    | Dura, indoor  | €767.455   | 28     | Roberto Bautista           | Jiří Lehečka      | 7-5, 6-1         |
| Estocolmo        | 14 de octubre de 2024    | Dura, indoor  | €767.455   | 28     | Tommy Paul                 | Grigor Dimitrov   | 6-4, 6-3         |
| Belgrado         | 3 de noviembre de 2024   | Dura, indoor  | €651.865   | 28     | Denis Shapovalov           | Hamad Medjedovic  | 6-4, 6-4         |
| Metz             | 3 de noviembre de 2024   | Dura, indoor  | €651.865   | 28     | Benjamin Bonzi             | Cameron Norrie    | 7-6(6), 6-4      |

### 2025
| Torneo           | Fecha                   | Superficie    | Premios  | Cuadro | Campeón               | Subcampeón            | Resultado           |
| ---------------- | ----------------------- | ------------- | -------- | ------ | --------------------- | --------------------- | ------------------- |
| Brisbane         | 29 de diciembre de 2024 | Dura, Outdoor | $766.290 | 32     | Jiří Lehečka          | Reilly Opelka         | 4-1, ret.           |
| Hong Kong        | 30 de diciembre de 2024 | Dura, Outdoor | $766.290 | 28     | Alexandre Müller      | Kei Nishikori         | 2-6, 6-1, 6-3       |
| Adelaida         | 6 de enero de 2025      | Dura, Outdoor | $766.290 | 28     | Félix Auger-Aliassime | Sebastian Korda       | 6-3, 3-6, 6-1       |
| Auckland         | 6 de enero de 2025      | Dura, Outdoor | $766.290 | 28     | Gaël Monfils          | Zizou Bergs           | 6-3, 6-4            |
| Montpellier      | 27 de enero de 2025     | Dura, indoor  | €673.360 | 28     | Félix Auger-Aliassime | Aleksandar Kovacevic  | 6-2, 6-7(7), 7-6(2) |
| Marsella         | 10 de febrero de 2025   | Dura, indoor  | €767.545 | 28     | Ugo Humbert           | Hamad Medjedovic      | 7-6(4), 6-4         |
| Buenos Aires     | 10 de febrero de 2025   | Tierra batida | $688.985 | 28     | João Fonseca          | Francisco Cerúndolo   | 6-4, 7-6(1)         |
| Delray Beach     | 10 de febrero de 2025   | Dura, Outdoor | $710.735 | 28     | Miomir Kecmanović     | Alejandro Davidovich  | 3-6, 6-1, 7-5       |
| Santiago         | 24 de febrero de 2025   | Tierra batida | $710.735 | 28     | Laslo Djere           | Sebastián Báez        | 6-4, 3-6, 7-5       |
| Houston          | 31 de marzo de 2025     | Tierra batida | $710.735 | 28     | Jenson Brooksby       | Frances Tiafoe        | 6-4, 6-2            |
| Marrakech        | 31 de marzo de 2025     | Tierra batida | €622.850 | 28     | Luciano Darderi       | Tallon Griekspoor     | 7-6(3), 7-6(4)      |
| Bucarest         | 31 de marzo de 2025     | Tierra batida | €622.850 | 28     | Flavio Cobolli        | Sebastián Báez        | 6-4, 6-4            |
| Ginebra          | 18 de mayo de 2025      | Tierra batida | €596.035 | 28     | Novak Djokovic        | Hubert Hurkacz        | 5-7, 7-6(2), 7-6(2) |
| 's Hertogenbosch | 9 de junio de 2025      | Césped        | €706.850 | 28     | Gabriel Diallo        | Zizou Bergs           | 7-5, 7-6(8)         |
| Stuttgart        | 9 de junio de 2025      | Césped        | €751.630 | 28     | Taylor Fritz          | Alexander Zverev      | 6-3, 7-6(0)         |
| Mallorca         | 22 de junio de 2025     | Césped        | €596.035 | 28     | Tallon Griekspoor     | Corentin Moutet       | 7-5, 7-6(3)         |
| Eastbourne       | 23 de junio de 2025     | Césped        | €756.875 | 28     | Taylor Fritz          | Jenson Brooksby       | 7-5, 6-1            |
| Los Cabos        | 14 de julio de 2025     | Dura, Outdoor | $889.890 | 28     | Denis Shapovalov      | Aleksandar Kovacevic  | 6-4, 6-2            |
| Bastad           | 14 de julio de 2025     | Tierra batida | €596.035 | 28     | Luciano Darderi       | Jesper de Jong        | 6-4, 3-6, 6-3       |
| Gstaad           | 14 de julio de 2025     | Tierra batida | €596.035 | 28     | Aleksandr Búblik      | Juan Manuel Cerúndolo | 6-4, 4-6, 6-3       |
| Umag             | 20 de julio de 2025     | Tierra batida | €596.035 | 28     | Luciano Darderi       | Carlos Taberner       | 6-3, 6-3            |
| Kitzbühel        | 21 de julio de 2025     | Tierra batida | €596.035 | 28     | Aleksandr Búblik      | Arthur Cazaux         | 6-4, 6-3            |
| Winston-Salem    | 17 de agosto de 2025    | Dura, Outdoor | $798.335 | 48     |                       |                       |                     |
| Chengdú          | septiembre de 2025      | Dura, Outdoor | $        | 28     |                       |                       |                     |
| Hangzhou         | septiembre de 2025      | Dura, indoor  | $        | 28     |                       |                       |                     |
| Almatý           | octubre de 2025         | Dura, indoor  | $        | 28     |                       |                       |                     |
| Bruselas         | octubre de 2025         | Dura, indoor  | €        | 28     |                       |                       |                     |
| Estocolmo        | octubre de 2025         | Dura, indoor  | €        | 28     |                       |                       |                     |
| Atenas           | noviembre de 2025       | Dura, indoor  | €        | 28     |                       |                       |                     |
| Metz             | noviembre de 2025       | Dura, indoor  | €        | 28     |                       |                       |                     |